# XI. sjezd Komunistické strany Číny
XI. sjezd Komunistické strany Číny (čínsky pchin-jinem Zhōngguó Gòngchǎndǎng dìshíyīcì quánguódàibiǎodàhuì, znaky zjednodušené 中国共产党第十一次全国代表大会) proběhl v Pekingu ve dnech 12. – 18. srpna 1977. Sjezdu se zúčastnilo 1510 delegátů zastupujících 35 milionů členů Komunistické strany Číny.
Politickou zprávu přednesl Chua Kuo-feng, doklad o změnách stranických stanov Jie Ťien-jing. Sjezd odsoudil činnost takzvaného „gangu čtyř“ a vyhlásil ukončení Kulturní revoluce, nicméně k odmítutí předešlého období ani Kulturní revoluce nedošlo. 
Sjezd zvolil 11. ústřední výbor o 201 členech a 132 kandidátech. Ústřední výbor poté zvolil 11. politbyro o třiadvaceti členech a třech kandidátech. K běžnému řízení strany vybral ze členů politbyra pětičlenný stálý výbor skládající se z předsedy ÚV Chua Kuo-fenga a místopředsedů Jie Ťien-jinga, Teng Siao-pchinga, Li Sien-niena a Wang Tung-singa. Kromě jich byli členy politbyra ještě zvoleni Wej Kuo-čching, Ulanfu, Fang I, Liou Po-čcheng, Sü Š’-jou, Ťi Teng-kchuej, Su Čen-chua, Li Te-šeng, Wu Te, Jü Čchiou-li, Čang Tching-fa, Čchen Jung-kuej, Čchen Si-lien, Keng Piao, Nie Žung-čen, Ni Č’-fu, Sü Siang-čchien a Pcheng Čchung. Kandidáty pak Čchen Mu-chua, Čao C’-jang a Saifuddin Azizi.